# 木戸衣吹・エリイちゃんのゆめいろ学院 Doki☆Doki参観日
『木戸衣吹・エリイちゃんのゆめいろ学院 Doki☆Doki参観日』（きどいぶき・エリイちゃんのゆめいろがくいん ドキドキさんかんび）は、2014年1月11日から2016年4月2日まで文化放送超!A&G+で放送されていたラジオ番組。パーソナリティは木戸衣吹と山崎エリイ。

## 番組概要
番組を授業参観に見立てて、パーソナリティ（日直）の2人が様々なチャレンジ（授業）を通して立派な声優アーティストに育っていく様子を、リスナー（父兄）が見守っていくラジオ番組。
2016年4月2日に番組終了。同年4月9日から『every♥ing!のゆめいろラジオ』の名で、番組がリニューアルした。

### 配信時間
本配信
- 土曜（金曜深夜）2:00 - 2:30（2014年1月11日 - 2015年7月4日）
- 土曜 20:00 - 20:30（2015年7月11日 - 2016年4月2日）

リピート配信
- 月曜 8:30 - 9:00（2014年1月13日 - 4月7日）
- 月曜 6:30 - 7:00（2014年4月14日 - 2015年10月5日）

### テーマソング
オープニングテーマ
ゆめいろ学院校歌 / every♥ing!（2014年8月22日 - 2016年4月2日）

## コーナー
every♥ing!の全国制覇クイズ
リスナーから各都道府県にまつわるクイズを募集し、パーソナリティ2人がそのクイズに挑戦する。
every♥ing!可愛さ進行中！
リスナーから「女の子の可愛いと思うセリフ、行動」を募集・発表し、パーソナリティ2人が女の子の可愛さを勉強していく。
現役女子高生はこれってある?
リスナーから「学校での出来事やルール」について募集・発表し、パーソナリティ2人が共感できるか話し合っていく。
学校では学べないこと教えて！
リスナーから様々な知識や知恵を募集し、パーソナリティ2人がそれを学んでいく。

## ゲスト
- 第5回（2014年2月7日） - 京香
- 第15回（2014年4月18日） - 水野良

## イベント
木戸衣吹・エリイちゃんのゆめいろ学院 Doki☆Doki参観日 公開録音
2014年8月9日に新千歳空港（北海道）で行われた新千歳空港アニメフェア2014内で開催された。
木戸衣吹・エリイちゃんのゆめいろ学院 Doki☆Doki参観日 公開録音イベント in Tokyo
2014年10月12日に2.5D（東京都）にて開催された。
木戸衣吹・エリイちゃんのゆめいろ学院 Doki☆Doki参観日 公開録音
2016年3月6日に恵比寿CreAtoにて開催された。